# Sangalopsis angustiplaga
Sangalopsis angustiplaga är en fjärilsart som beskrevs av W. Warren 1907. Sangalopsis angustiplaga ingår i släktet Sangalopsis och familjen mätare. Inga underarter finns listade.